# 洪堡鎮區 (堪薩斯州艾倫縣)
洪堡鎮區（英語：Humboldt Township）為位在美國堪薩斯州艾倫縣的鎮區。2010年美国人口普查中該鎮區人口有253人。

## 地理
洪堡鎮區涵蓋面積65.3平方（25.2平方英里），境內擁有一座城市：洪堡。

### 墓園
根據美國地質調查局的資料，此鎮區擁有3座墓園：
- 埃文揚墓園（Evan Young Cemetery）
- Fussman墓園
- 聖約瑟夫墓園（Saint Joseph Cemetery）

### 溪流
流過此鎮區的溪流有：
- 查爾斯支流（Charles Branch）
- 斯萊克溪（Slack Creek）

## 人口統計
根據2010年美國人口普查，洪堡鎮區人口有253人，人口密度為3.88人/平方公里。種族方面，95.26%為白人；0.4%為非裔美洲人；0%為美洲原住民；0.4%為亞洲人；0%為太平洋島民；3.95%為其他種族；另外有0%為兩個或以上的種族。而西班牙裔美國人或拉丁美洲人佔該鎮區人口的4.35%。

## 外部連結
- US-Counties.com
- City-Data.com （页面存档备份，存于）